# Počenice
Počenice jsou západní část obce Počenice-Tetětice v okrese Kroměříž. Je zde evidováno 220 adres. Trvale zde žije 457 obyvatel.
Počenice je také název katastrálního území o rozloze 5,74 km2.

## Název
Na vesnici bylo přeneseno původní pojmenování jejích obyvatel Počenici. Jeho základem bylo osobní jméno Počen, které mohlo být buď (ve starší podobě Počěn) odvozeno od slovesa počieti - "začít" nebo to byla domácká podoba jména Počerad či Počeděl. Obyvatelské jméno znamenalo "Počenovi lidé".

## Historie
První písemný záznam o Počenicích pochází z roku 1283, kdy je na listině pro klášter sv. Jakuba v Olomouci zmiňován Mikuláš z Počenic. Ve středověku bylo počenické panství rozdrobeno na několik dílů, které drželi různí majitelé.

## Obyvatelstvo
Vývoj počtu obyvatel za celou obec i za jeho jednotlivé části uvádí tabulka níže, ve které se zobrazuje i příslušnost jednotlivých částí k obci či následné odtržení.
| Místní části   | Místní části  | 1869 | 1880 | 1890 | 1900 | 1910 | 1921 | 1930 | 1950 | 1961 | 1970 | 1980 | 1991 | 2001 | 2011 | 2019 |
| -------------- | ------------- | ---- | ---- | ---- | ---- | ---- | ---- | ---- | ---- | ---- | ---- | ---- | ---- | ---- | ---- | ---- |
| Počet obyvatel | část Počenice | 587  | 698  | 707  | 685  | 708  | 703  | 679  | 521  | 576  | 559  | 509  | 527  | 526  | 462  | 699  |
| Počet domů     | část Počenice | 93   | 121  | 128  | 138  | 143  | 143  | 161  | 167  | 244  | 160  | 150  | 192  | 195  | 190  | -    |

## Pamětihodnosti
- Kostel sv. Bartoloměje
- Socha sv. Josefa při čp. 156

## Sport
- Florbalový klub SFK Kozel Počenice
- SDH Počenice

## Fotogalerie

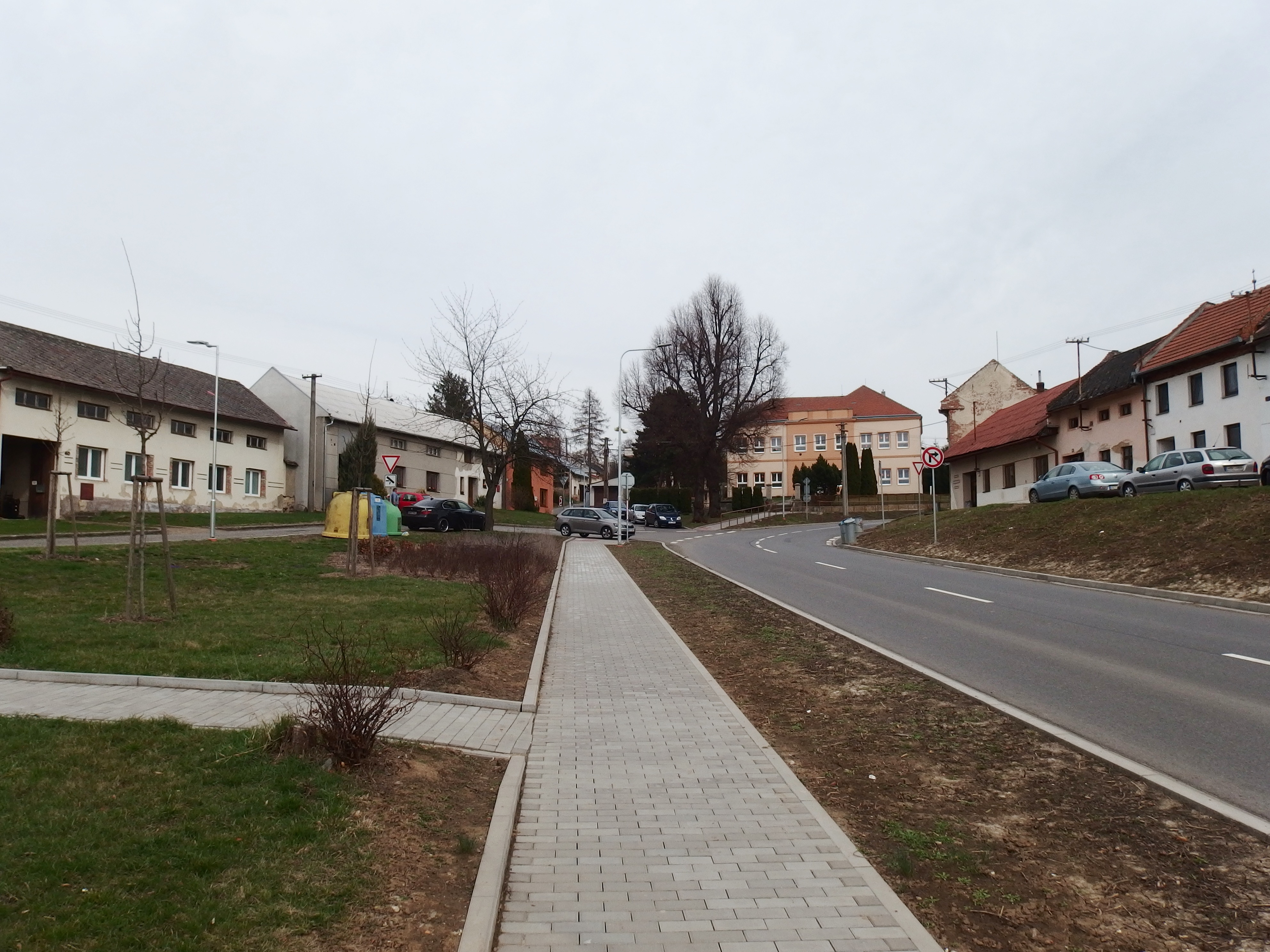
Náves
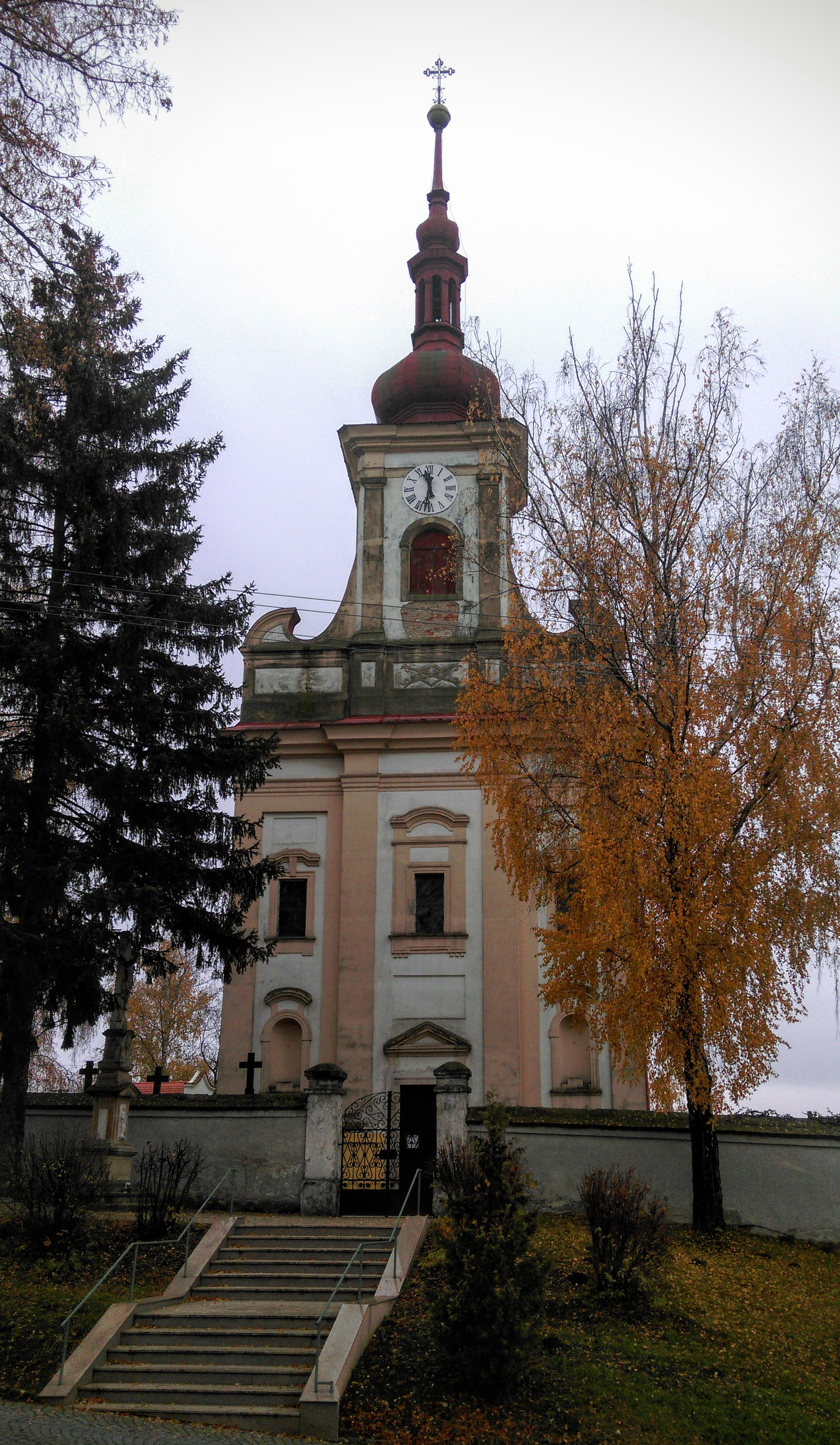
Kostel
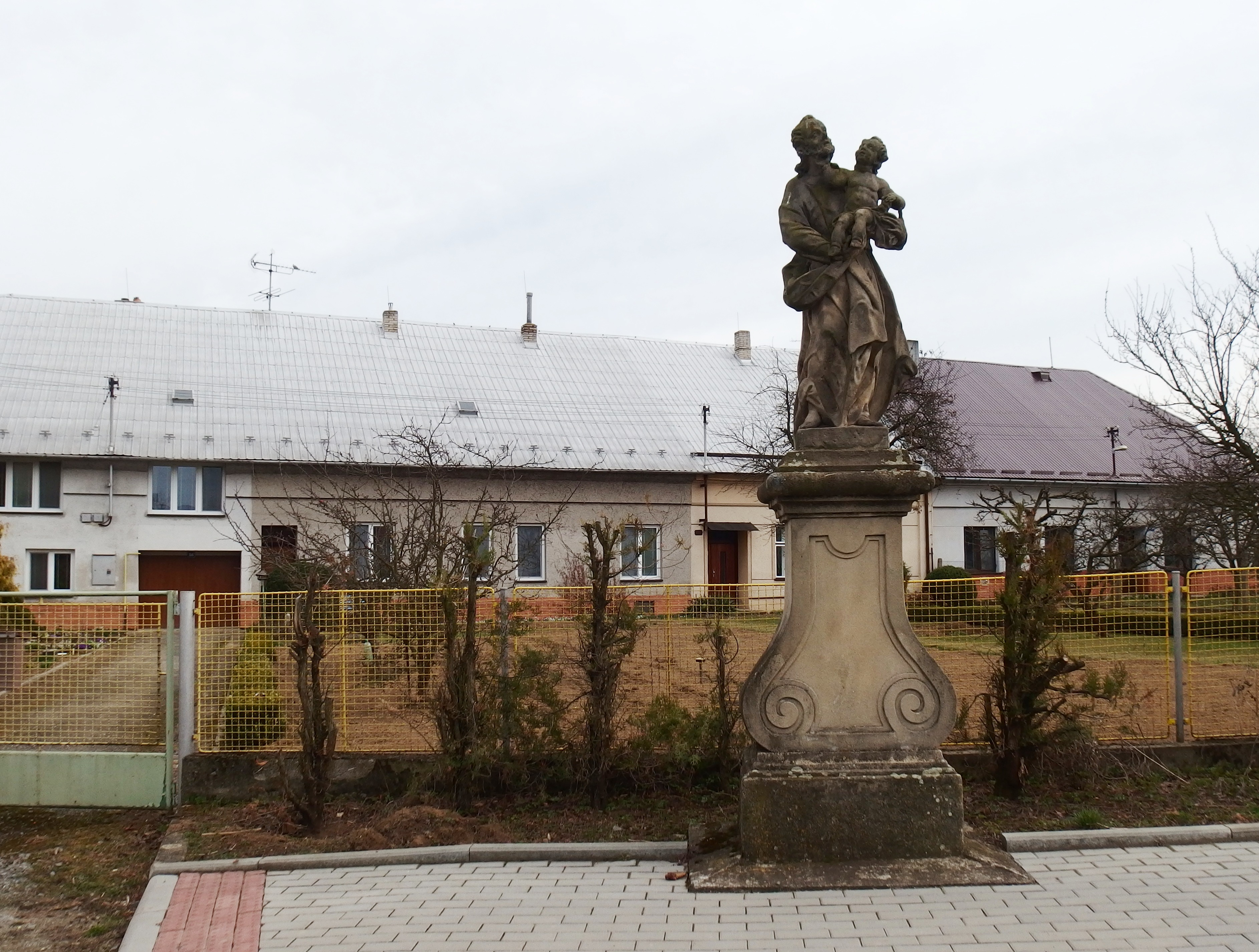
Socha svatého Josefa
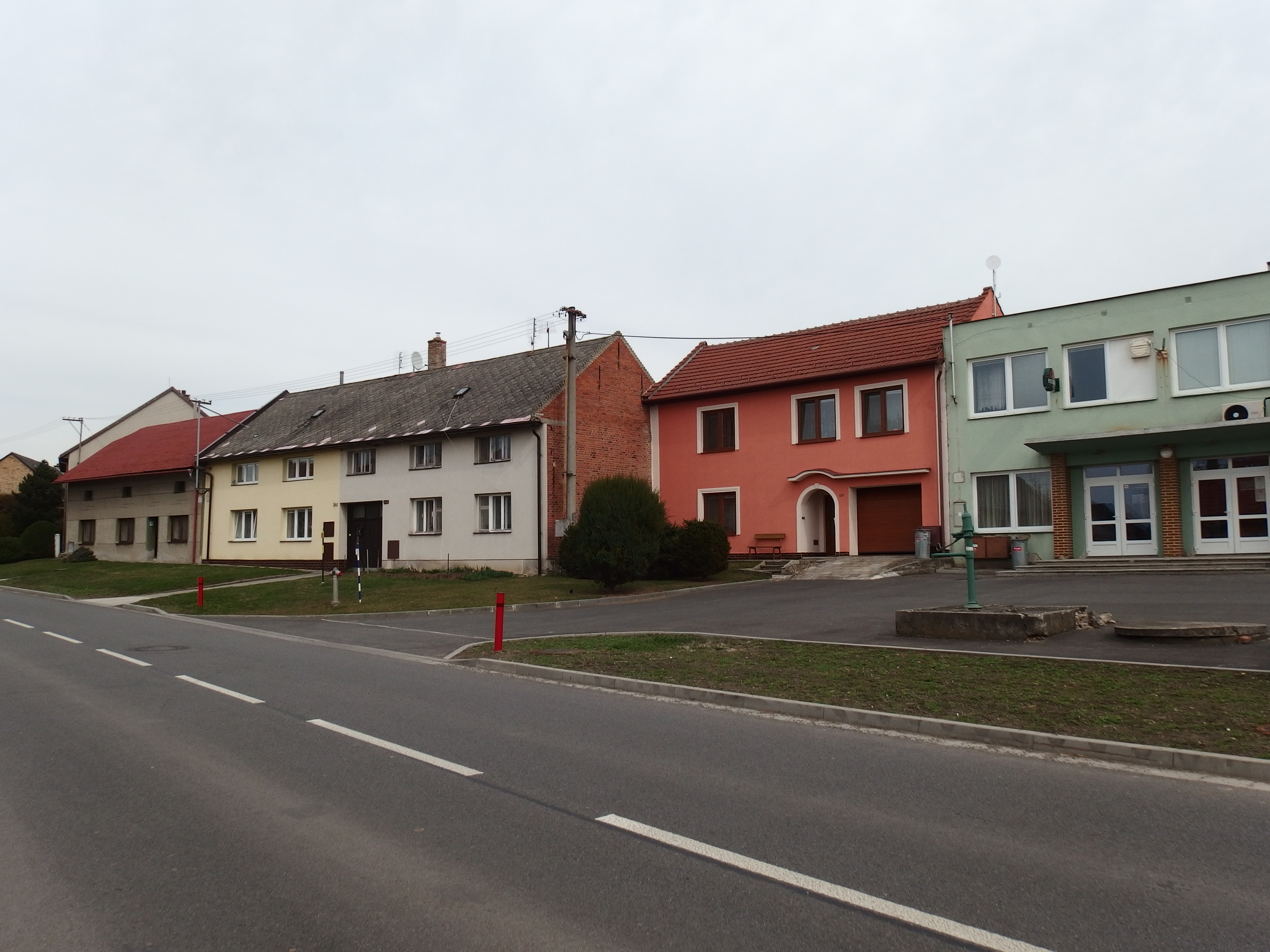
Zástavba naproti obecního úřadu